# Canal de Còrsega
El  Canal de Còrsega  és el braç de mar que separa l'illa de Còrsega de l'Illa d'Elba i marca el pas entre la mar de Ligúria i la mar Tirrena i també entre el Tirrè i el mar de Còrsega, abans de la costa nord de Cap Cors, que també marca el límit entre el Mediterrani occidental i el central. Aquest mar, va des de la costa septentrional i oriental del Cap Cors, banya la costa occidental de l'illa d'Elba i comprèn plenament l'illa de Capraia i els esculls de l'Àfrica de l'Arxipèlag Toscà.